# Kennard, Texas
Kennard är en ort i Houston County i Texas. Vid 2010 års folkräkning hade Kennard 337 invånare.